# Sigyn Alenius
Sigyn Emilie Alenius-Christensen, född 15 juli 1912 i Sankt Petersburg, död 8 juni 1992 i Köpenhamn, var en finländsk journalist. Hon var mor till Marianne Alenius.
Alenius tjänstgjorde vid Hufvudstadsbladet från 1934 och blev tidningens korrespondent i Köpenhamn 1950. Hon var även Finlands rundradios korrespondent i Köpenhamn 1953–1990 och skrev om finländska händelser i danska tidningar. Hon rapporterade också för dagstidningarna Uusi Suomi och Aamulehti samt skrev kolumner för tidskriften Astra. Hon utgav boken Finland efter vapenstilleståndet 1944 (1947).